# Jaszczurka zielona
Jaszczurka zielona (Lacerta viridis) – gatunek jaszczurki z rodziny jaszczurek właściwych (Lacertidae). Jest to największa jaszczurka obdarzona kończynami żyjąca w Europie Środkowej.

## Morfologia
OpisTypowo ubarwione samce są trawiastozielone, bezplamiste lub bogato nakrapiane czarnymi plamkami. Typowe samice są szarozielone pokryte nieregularnymi ciemnymi plamkami z jasnymi liniami wzdłuż grzbietu. Brzuch jednolicie żółty lub żółtozielony.
RozmiaryDługość ciała do 40 cm.
Masa ciała do 34 g.

## Zasięg występowania
Gatunek głównie nizinny, w górach dochodzi do 2130 m n.p.m. Południowa Europa oraz południowe obszary Europy Środkowej – od skrajnie północno-wschodnich Włoch, wschodniej Austrii i Czech na wschód po Dniepr i na południe po Bałkany, izolowane populacje we wschodnich Niemczech; ponadto północna i północno-zachodnia Turcja. Północna granica jej zasięgu to równoleżnik 49°N.
W niektórych źródłach podaje się, że zasięg Lacerta viridis rozciąga się na zachód po Hiszpanię, ale wynika to z faktu, że dawniej takson ten bywał często łączony w jeden gatunek z Lacerta bilineata.
W Polsce jedyne jej stanowisko w okresie powojennym stwierdzono w Ustroniu (Śląsk Cieszyński) w latach 1968–1970 (R. Bielawski, T. Ramik, 1972), choć istnieją wątpliwości, czy obserwowane tam jaszczurki były autochtoniczne. Nieudokumentowane dane pochodzą m.in. z Bieszczadów oraz Wyżyny Lubelskiej, okolic Sokołowa Małopolskiego, a ostatnio także z Roztocza. Powyższe dane wymagają naukowego potwierdzenia.

## Ekologia i zachowanie
BiotopTereny trawiaste, kamieniste lub krzewiaste, suche i słoneczne.
PokarmStawonogi, głównie owady. Duże osobniki pożerają mniejsze jaszczurki i węże.
ZachowanieGatunek ciepłolubny, aktywny za dnia. Wygrzebuje nory w ziemi, w których się chroni i zimuje.
RozmnażanieOkres godowy pod koniec kwietnia i w maju. Samica składa pod koniec maja lub w czerwcu do wygrzebanych przez siebie jam w ziemi od 5 do 13 rzadziej do 21 jaj o wymiarach 18x18 mm w pergaminowatych osłonkach. Młode wylęgają się w sierpniu i mierzą od 8 do 9 cm.

## Status zagrożenia i ochrona
W Czerwonej księdze gatunków zagrożonych IUCN jaszczurka zielona jest klasyfikowana jako gatunek najmniejszej troski (LC, ang. Least Concern). Jej liczebność spada.
W Polsce podlega ścisłej ochronie gatunkowej. Według Polskiej czerwonej księgi zwierząt (z 2001 r.) gatunek ma status zanikłego na terenie Polski.

## Jaszczurka zielona w ikonografii
17 kwietnia 2009 roku Narodowy Bank Polski wyemitował monetę powszechnego obiegu o nominale 2 zł ze stopu Nordic Gold. 21 kwietnia 2009 wyemitowano srebrną monetę kolekcjonerską o nominale 20 zł. Na ich rewersach umieszczono wizerunki jaszczurek zielonych. Projektantem obu monet jest Robert Kotowicz.

## Galeria zdjęć

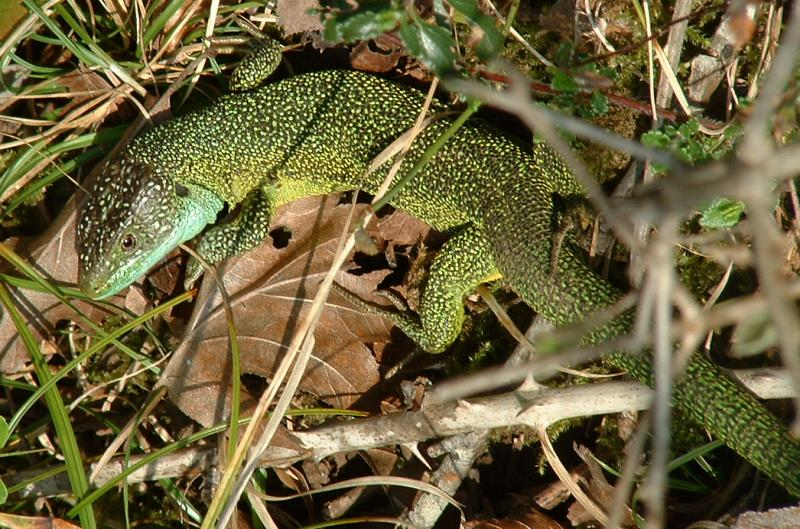
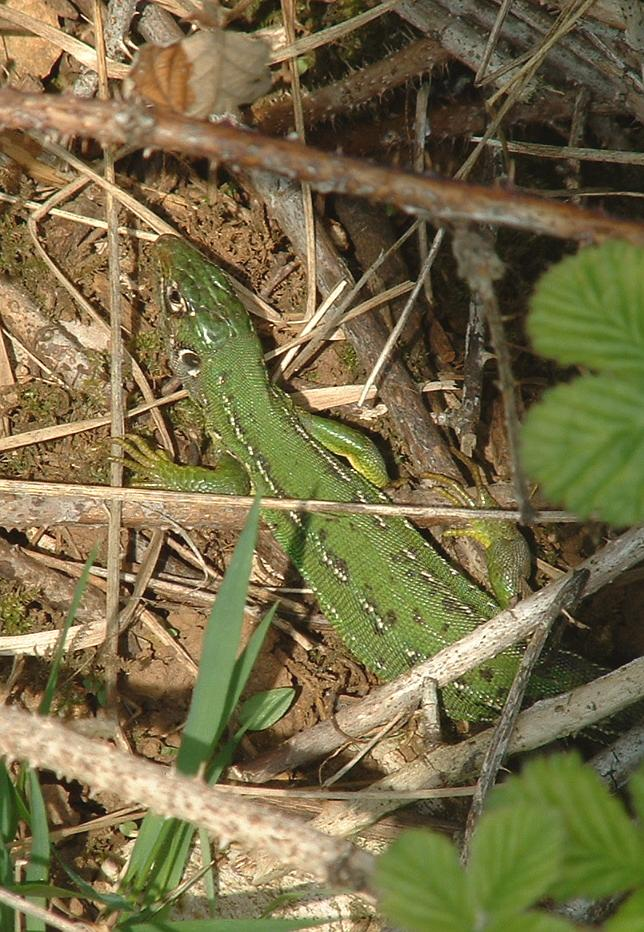
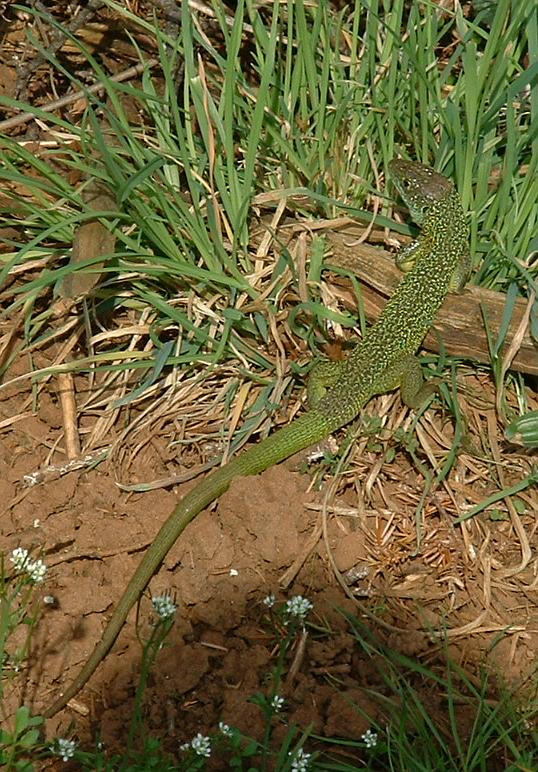
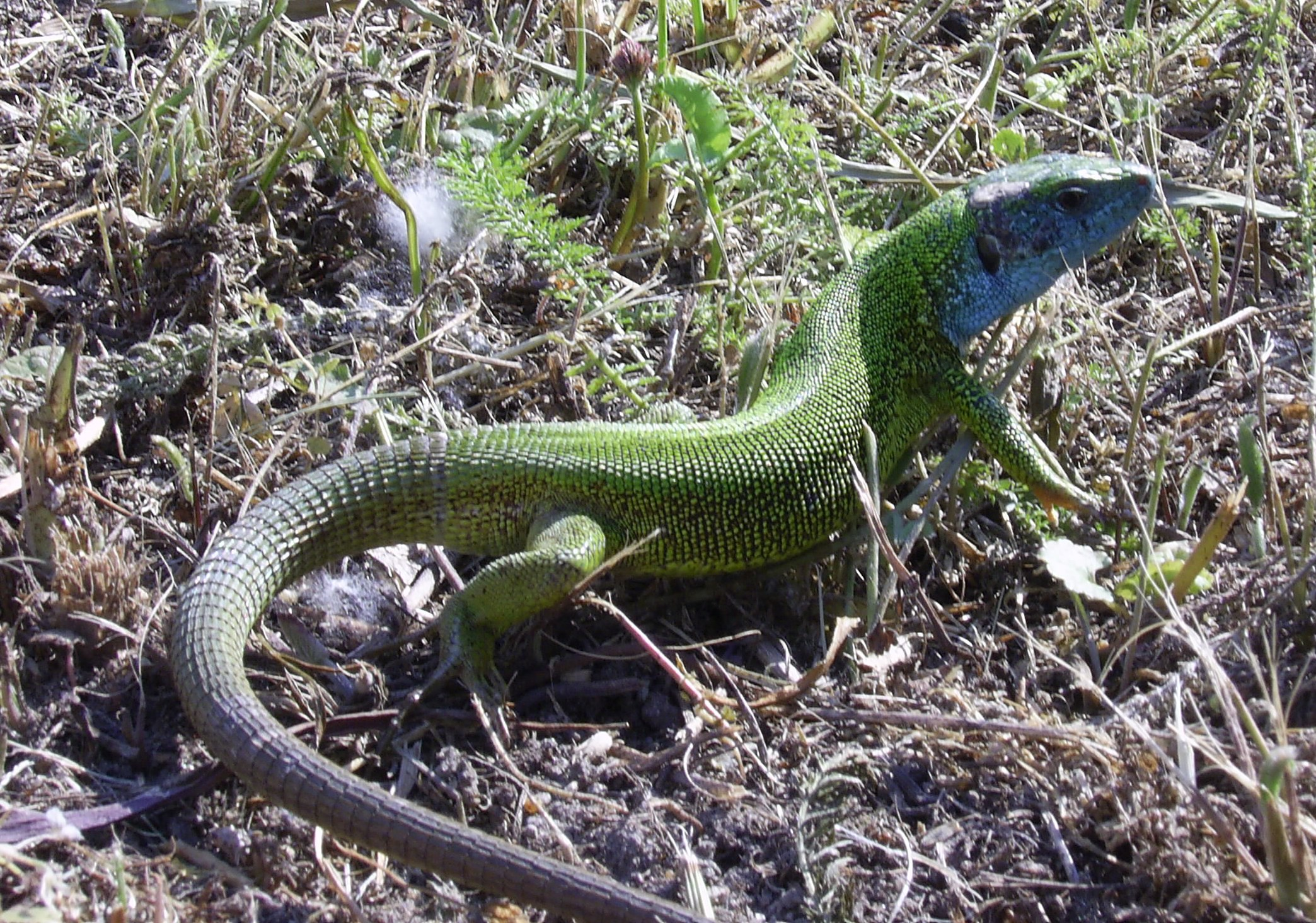
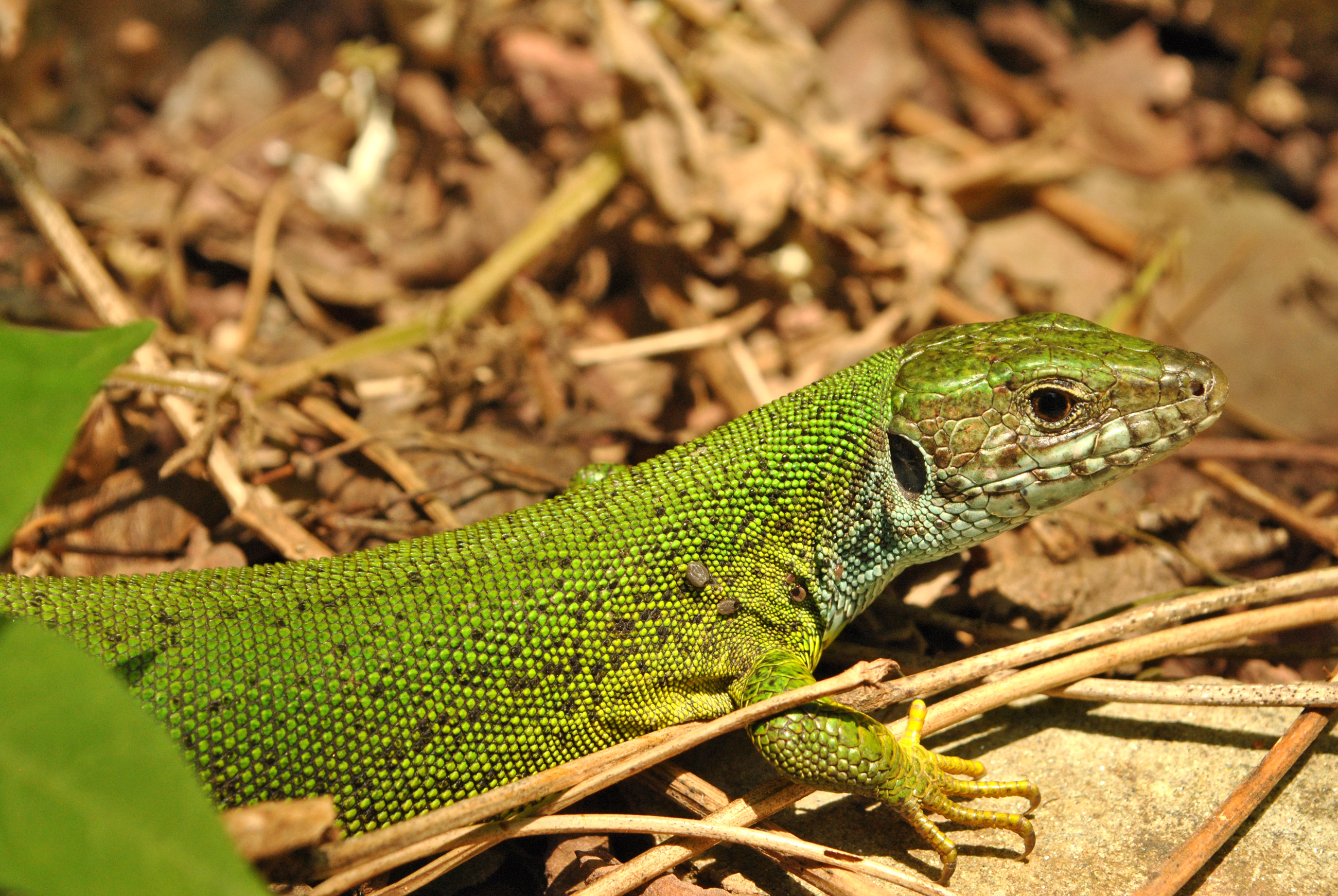